# آيزنشتات ضد بيرد
آيزنشتات ضد بيرد هي قضية حدثت في المحكمة العليا للولايات المتحدة والتي تنص على حق الأشخاص الغير متزوجين في امتلاك وسائل منع الحمل مثل الأشخاص المتزوجين.
وقد ألغت المحكمة قانوناً في ماساتشوستس يحظر توزيع وسائل منع الحمل على غير المتزوجين بغرض منع الحمل، معلناً أنه ينتهك فقرة الحماية المتساوية في الدستور.

## نظرة شمولية
اتُهم ويليام بيرد بجناية بتهمة توزيع مبيدات النطاف بعد محاضرات حول تحديد النسل والتحكم في أعداد السكان في جامعة بوسطن. وقع الانتهاك السابق للقانون في 6 أبريل 1967 عندما قام بيرد بإعطاء واقي ذكري ومجموعة من مبيدات النطاف إلى فتاة تبلغ من العمر 19 سنة. وبموجب قانون ماساتشوستس بشأن «الجرائم ضد العفة» (الفصل 272 ، الباب 21 أ)، لا يمكن توزيع وسائل منع الحمل إلا من قبل الأطباء المسجلين أو الصيادلة، وفقط على الأشخاص المتزوجين.
بعد إدانة بيرد، أدى الاستئناف إلى إلغاء جزئي من قبل المحكمة القضائية العليا في ماساتشوستس، والتي خلصت إلى أن المحاضرات كانت مغطاة بحماية التعديل الأول للدستور.ومع ذلك، أكدت المحكمة إدانة بيرد بموجب قوانين توزيع وسائل منع الحمل.قدم بيرد عريضة للحصول على أمر قضائي فدرالي للمثول أمام المحكمة، والذي رفضته محكمة المقاطعة الفيدرالية. عند الاستئناف، قامت محكمة الاستئناف للدائرة الأولى بإلغاء قوة الأمر المقضي به وإطلاق توجيهات لمنح الحكم، ورفض التهمة، معتبرة أن قانون مساتشوستس ينتهك حقوق الإنسان الأساسية للأزواج غير المتزوجين كما هو مضمون في بند الإجراءات القانونية من التعديل الرابع عشر. ثم استُأنف هذا الحكم أمام المحكمة العليا في الولايات المتحدة، التي أصدرها الشريف آيزنشتات، الذي كان يحاكم القضية، على أساس أن بيرد كان يفتقر إلى الاستئناف، ولم يكن موزعًا معتمدًا بموجب النظام الأساسي أو شخصًا واحدًا.